# Copa Brasil de Voleibol Feminino de 2022
A Copa Brasil de Voleibol Feminino de 2022 foi a décima primeira edição desta competição organizada pela Confederação Brasileira de Voleibol através da Unidade de Competições Nacionais. Participaram do torneio oito equipes, de acordo com a posição delas no primeiro turno da Superliga Brasileira A 2021-22. O torneio ocorreu entre os dias  14 e 31 de janeiro. A fase quartas de final foi disputada no ginásio do time de melhor campanha no confronto, em jogo único. Já as semifinais e a final, também em jogo único, foram disputadas no Ginásio Sebastião Cruz "Galegão", na cidade de Blumenau, Santa Catarina.
O Sesi/Vôlei Bauru conquistou o inédito título de sua história ao derrotar na final única o Minas TC, garantindo vaga na Supercopa de 2022 e no Sul-Americano de Clubes de 2022.

## Regulamento
Classificaram-se para a disputa da Copa Brasil de 2022 as oito melhores equipes do primeiro turno da fase classificatória da Superliga Brasileira A 2021-22. O torneio foi disputado em sistema de eliminatória simples, em jogos únicos, dividido em três fases: quartas de final, semifinais e final.
Nas quartas de final, os confrontos foram baseados na posição de cada participante da tabela da referida Superliga Brasileira A, conforme a seguir: 1º x 8º,  2º x 7º , 3º x 6º  e  4º x 5º, vale ressaltar que por casos de infecção pelo novo coronavírus de atletas envolvidas do confronto entre Minas e Osasco, jogo pendente do primeiro turno e que definiria o segundo e o terceiro colocados do chaveamento, após sucessivo adiantamento deste jogo, a CBV manteve as posições independente do referida definição de posições, os vitoriosos destas partidas passaram às semifinais, a partida semifinal ocorreu entre o vencedor (1º x 8º) x vencedor (4º x 5º) e na outra partida da referida fase tivemos o vencedor (2º x 7º) x vencedor (3º x 6º), definindo assim os dois finalistas. Os jogos da quartas de final tiveram como mandantes os quatro melhores times da Superliga Brasileira A, e as semifinais e a final foram realizadas no Ginásio Galegão, na cidade de Blumenau, Santa Catarina.

## Participantes
| Equipe            | Cidade         | Ginásio                 | Capacidade | Posição na temporada 2021/22 |
| ----------------- | -------------- | ----------------------- | ---------- | ---------------------------- |
| Praia Clube       | Uberlândia     | Arena Praia             | 3.000      | 1º                           |
| Osasco VC         | Osasco         | José Liberatti          | 4.500      | 2º                           |
| Minas TC          | Belo Horizonte | Arena Minas Tênis Clube | 3.650      | 3º                           |
| Sesi/Vôlei Bauru  | Bauru          | Panela de Pressão       | 2.000      | 4º                           |
| SESC Rio/Flamengo | Rio de Janeiro | Ginásio Hélio Maurício  | 1.000      | 5º                           |
| Barueri VC        | Barueri        | José Corrêa             | 5.000      | 6º                           |
| Fluminense        | Rio de Janeiro | Ginásio da Hebraica     | 1.000      | 7º                           |
| EC Pinheiros      | São Paulo      | Henrique Villaboim      | 1.100      | 8º                           |

## Resultados
|  | Quartas-de-final | Quartas-de-final  | Quartas-de-final |          |                  | Semifinais  | Semifinais | Semifinais |  |  | Final | Final            | Final |
|  |                  |                   |                  |          |                  |             |            |            |  |  |       |                  |       |
|  | 1º               | Praia Clube       | 3                |          |                  |             |            |            |  |  |       |                  |       |
|  | 8º               | EC Pinheiros      | 0                |          |                  |             |            |            |  |  |       |                  |       |
|  | 8º               | EC Pinheiros      | 0                |          | 1º               | Praia Clube | 0          |            |  |  |       |                  |       |
|  |                  |                   |                  |          | 1º               | Praia Clube | 0          |            |  |  |       |                  |       |
|  |                  | 4º                | Sesi/Vôlei Bauru | 3        |                  |             |            |            |  |  |       |                  |       |
|  | 4º               | 4º                | Sesi/Vôlei Bauru | 3        | Sesi/Vôlei Bauru | 3           |            |            |  |  |       |                  |       |
|  | 4º               |                   |                  |          | Sesi/Vôlei Bauru | 3           |            |            |  |  |       |                  |       |
|  | 5º               | SESC Rio/Flamengo | 1                |          |                  |             |            |            |  |  |       |                  |       |
|  |                  |                   |                  |          |                  |             |            |            |  |  | 4º    | Sesi/Vôlei Bauru | 3     |
|  |                  |                   | 3º               | Minas TC | 0                |             |            |            |  |  |       |                  |       |
|  | 2º               | Osasco VC         | 3                |          |                  |             |            |            |  |  |       |                  |       |
|  | 7º               | Fluminense        | 0                |          |                  |             |            |            |  |  |       |                  |       |
|  | 7º               | Fluminense        | 0                |          | 2º               | Osasco VC   | 0          |            |  |  |       |                  |       |
|  |                  |                   |                  |          | 2º               | Osasco VC   | 0          |            |  |  |       |                  |       |
|  |                  | 3º                | Minas TC         | 3        |                  |             |            |            |  |  |       |                  |       |
|  | 3º               | 3º                | Minas TC         | 3        | Minas TC         | 3           |            |            |  |  |       |                  |       |
|  | 3º               |                   |                  |          | Minas TC         | 3           |            |            |  |  |       |                  |       |
|  | 6º               | Barueri VC        | 0                |          |                  |             |            |            |  |  |       |                  |       |

## Quartas de final
A tabela oficial dos jogos foi divulgada em 11 de janeiro de 2022 pela CBV.
Resultados
| 14 de janeiro de 2022 19:00 Relatório | Praia Clube | 3 — 0             | EC Pinheiros | Arena Praia, Uberlândia |
| 14 de janeiro de 2022 19:00 Relatório | 25          | Set 1 Set 2 Set 3 | 20 22 13     | Arena Praia, Uberlândia |

| 17 de janeiro de 2022 20:00 Relatório | Sesi/Vôlei Bauru | 3 — 1                   | SESC Rio/Flamengo | Panela de Pressão, Bauru |
| 17 de janeiro de 2022 20:00 Relatório | 25 23 25 26      | Set 1 Set 2 Set 3 Set 4 | 11 25 19 24       | Panela de Pressão, Bauru |

| 18 de janeiro de 2022 19:00 Relatório | Osasco VC | 3 — 0             | Fluminense | José Liberatti, Osasco |
| 18 de janeiro de 2022 19:00 Relatório | 25        | Set 1 Set 2 Set 3 | 13 23      | José Liberatti, Osasco |

| 18 de janeiro de 2022 21:30 Relatório | Minas TC | 3 — 0             | Barueri VC | Arena Minas Tênis Clube, Belo Horizonte |
| 18 de janeiro de 2022 21:30 Relatório | 25 27 25 | Set 1 Set 2 Set 3 | 17 25 14   | Arena Minas Tênis Clube, Belo Horizonte |

## Semifinal
Resultados
| 30 de janeiro de 2022 19:00 Relatório | Praia Clube | 0 — 3             | Sesi/Vôlei Bauru | Ginásio Galegão, Blumenau Árbitro(s): SC James Francisco Beal SC Leandro Santos |
| 30 de janeiro de 2022 19:00 Relatório | 19 24 18    | Set 1 Set 2 Set 3 | 25 26 25         | Ginásio Galegão, Blumenau Árbitro(s): SC James Francisco Beal SC Leandro Santos |

| 30 de janeiro de 2022 21:30 Relatório | Osasco VC | 0 — 3             | Minas TC | Ginásio Galegão, Blumenau Árbitro(s): SC Paulo Luís Beal SC Diórgenes Roberto Xavier de Liz |
| 30 de janeiro de 2022 21:30 Relatório | 23 21 15  | Set 1 Set 2 Set 3 | 25       | Ginásio Galegão, Blumenau Árbitro(s): SC Paulo Luís Beal SC Diórgenes Roberto Xavier de Liz |

## Final
Resultado
| 31 de janeiro de 2022 21:30 Relatório | Sesi/Vôlei Bauru | 3 — 0             | Minas TC | Ginásio Galegão, Blumenau Árbitro(s): SC Paulo Luís Beal SC Diórgenes Roberto Xavier de Liz |
| 31 de janeiro de 2022 21:30 Relatório | 25 27 25         | Set 1 Set 2 Set 3 | 18 25 20 | Ginásio Galegão, Blumenau Árbitro(s): SC Paulo Luís Beal SC Diórgenes Roberto Xavier de Liz |

## Classificação final
| Posição[OBS] | Equipe            |
| ------------ | ----------------- |
|              | Sesi/Vôlei Bauru  |
|              | Minas TC          |
|              | Praia Clube       |
| 4º           | Osasco            |
| 5º           | SESC Rio/Flamengo |
| 6º           | Fluminense        |
| 7º           | EC Pinheiros      |
| 8º           | Barueri           |

| Copa Brasil de Voleibol Feminino     |
| São Paulo                            |
| ------------------------------------ |
| Sesi/Vôlei Bauru Campeão (1º título) |

## Medalhistas
| Evento            | Ouro | Prata | Bronze |
| ----------------- | --- | --- | --- |
| Feminino detalhes | Danielle Lins Letícia Linhares Nia Reed Pamela Sanábio Suelle Oliveira Sabrina Groth Drussyla Costa Thaís Souza Mara Leão Adenízia Silva Mayhara da Silva Mayany de Souza Nyeme Costa Letícia Gomes Ivna Marra | Macris Carneiro Priscila Heldes Kisy Danielle Cuttino Priscila Daroit Neriman Özsoy Luiza Vicente Priscila Souza Caroline Gattaz Thaísa Menezes Rebeca Camile Júlia Kudiess Léia Silva Júlia Moreira | Cláudia Bueno Jordane Tolentino Lyara Medeiros Ariane Helena Brayelin Martínez Tai Santos Anne Buijs Kasiely Clemente Vanessa Janke Walewska Oliveira Jineiry Martínez Angélica Malinverno Ana Carolina da Silva Juliana Perdigão Suelen Pinto |